# 5259 Epeigeus
5259 Epeigeus este o planetă minoră (asteroid), cu un diametru de 44,741 km, din Asteroid troian al lui Jupiter. A fost descoperită pe 30 ianuarie 1989 la Observatorul Palomar de Carolyn S. Shoemaker și a fost numită după Epeigeus⁠(d). 
Obiectul prezintă o orbită caracterizată de o semiaxă mare de 5,2022243 UAi, o excentricitate de 0,073, o înclinație de 15,92038 ° în raport cu ecliptica.